# Simpang Tanjung
Simpang Tanjung is een bestuurslaag in het regentschap Medan van de provincie Noord-Sumatra, Indonesië. Simpang Tanjung telt 859 inwoners (volkstelling 2010).